# Morte digna
Morte digna, morrer dignamente ou morrer com dignidade é um conceito ético amplo e, frequentemente, polêmico, que se refere ao processo do fim da vida evitando o sofrimento e mantendo o control e a autonomia. Em geral, é tratado como uma extensão do conceito de vida digna, no que as pessoas mantêm sua dignidade e liberdade até o cesse de sua existência.
Ainda que uma morte digna pode ser natural e sem nenhum tipo de assistência, com frequência o conceito associa-se com o de direito de morrer, bem como com a defesa da legalização de práticas como a eutanásia, o suicídio assistido, a sedação terminal ou a rejeição de assistência médica. De acordo com seus defensores, a possibilidade deste tipo de práticas seria o que garantiria uma morte digna, mantendo decisões livres até o último momento e podendo evitar uma agonia desnecessária.